# Сражение у ранчо Пальмито
Сражение у ранчо Пальмито (англ. The Battle of Palmito Ranch), также известное как сражение у холма Пальмито, или сражение у ранчо Пальметто — последняя битва американской гражданской войны, произошедшая 12—13 мая 1865 года. Сражение произошло на берегу Рио-Гранде, в 12 милях от города Браунсвилл, Техас. На фоне сражения при Аппоматоксе и капитуляции армии генерала Ли это сражение прошло почти незамеченным.

## Предыстория
В начале 1865 года обе враждующие стороны в Техасе соблюдали неформальное перемирие, и поводов к конфликту не предвиделось. После 28 июля 1864 года большая часть из 6 500 федеральных солдат была выведена из долины реки Рио-Гранде и города Браунсвилл, который они оккупировали ещё 2 ноября 1862 года. Конфедерация старалась поддерживать в порядке свои оставшиеся торговые пути на Европу, а мексиканцы поддерживали их, ввиду выгодной пограничной торговли и контрабанды.
Полковник Роберт Джонс командовал федеральной бригадой численностью 1900 человек, которая находилась на острове Бразос в устье реки Рио-Гранде. Одним из полков бригады был 34-й индианский полк, 400 ветеранов Виксбергской кампании. Полк был переведён на остров Бразос 22 декабря 1864 года, заменив 91-й иллинойсский добровольческий полк, который вернулся в Новый Орлеан. В бригаде также числились 87-й и 62-й негритянские пехотные полки («United States Colored Troops») общей численностью около 100 человек. Примерно в апреле полковник Джонс был переведён в Индиану, должность командира полка занял подполковник Роберт Моррисон, а командовать всеми федеральными частями на острове Бразос стал Теодор Баррет, командир 62-го пехотного полка.
Баррет стал офицером в 1862 году, но не успел обрести боевого опыта. Стремясь к повышению, он вызвался командовать новоорганизованным негритянским полком и в 1863 году был назначен полковником 1-го миссурийского негритянского полка, который в марте был переименован в 62-й. Летом 1864 года Баррет заболел малярией и, пока он был в отпуске по болезни, полк перевели на остров Бразос, куда Баррет прибыл в феврале 1865 года.
Война завершалась; 26-го апреля капитулировал Джозеф Джонстон, 5-го мая было распущено правительство Конфедерации, но 11 мая полковник Баррет приказал подполковнику Брэнсону отправить отряд на Браунсвилл. До сих пор не известна причина этого приказа. Возможно, он хотел хоть как-то поучаствовать в войне до её окончания. По другой версии — он нуждался в лошадях для своей кавалерии.

## Сражение

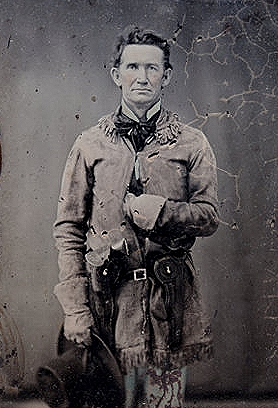
Полковник Джон Форд

11 мая Баррет велел подполковнику Дэвиду Брэнсону атаковать лагерь конфедератов на рачно Пальмито около форта Браун у Браунсвилла. В отряде Брэнсона было 250 человек из 62-го полка (негритянского, 8 рот) и две роты 2-го техасского кавалерийского батальона, около 50 человек. Они взяли с собой продовольствия на 5 дней и по 100 патронов на человека.
11 мая, в 21:30, в ненастную погоду, они переправились с острова Бразос на континент через перешеек Бока-Чика-Пасс и за ночь поднялись вверх по реке Рио-Гранде в сторону лагеря противника. Утром они вышли к Белому Ранчо. Здесь они были замечены гражданскими лицами, а также мексиканскими пограничниками. Брэнсон решил продолжать марш.
Возле ранчо Пальмито федералы встретили отряд капитана Робинсона: 190 человек из кавалерийского батальона Джорджа Гиддинга. После небольшой перестрелки техасцы отступили, но и федералы тоже отступили к холму, где занялись приготовлением обеда. В этом бою отряд Брэнсома захватил трёх пленных и кое-какое снаряжение, хотя запланированной внезапности достигнуть не удалось. Рота Робинсона вернулась в 03:00 и возобновила перестрелку.
Обе стороны запросили подкрепления: Баретт подошел в 05:00 с отрядом в 200 человек 34-го индианского полка. Силами 500 человек Баррет возобновил наступление на ранчо Пальмито. На его пути все ещё стояли 190 техасцев из роты Робинсона. Баррет отбросил Робинсона и занял холм к западу от ранчо.
Днём в 15:00 в подмогу к техасцам подошёл Джон Форд с кавалеристами своего 2-го техасского полка, полком Сантоса Бенавидеса, несколькими ротами из батальона Гиддинга и шестью орудиями (всего 300 человек). Под прикрытием зарослей Форд сформировал боевую линию, и в 16:00 его орудия открыли огонь. Рота Робинсона атаковала левый фланг федералов, роты Гиддинга обошли их правый фланг, а 2-й техасский полк атаковал центр. Северяне не ожидали такой атаки и сразу начали отходить к Бока-Чика. Баррет пытался сформировать арьергард для прикрытия отступления, но артиллерийский огонь не давал ему собрать людей. Техасцы преследовали противника на протяжении 7-ми миль, после Баррет получил подкрепления, и Форд велел прекратить преследование. Около Рио-Гранде были окружены и захвачены в плен 50 федералов — солдат 34-го индианского полка — и ещё 50 человек из различных частей. Всего сражение длилось около 4-х часов.

## Последствия

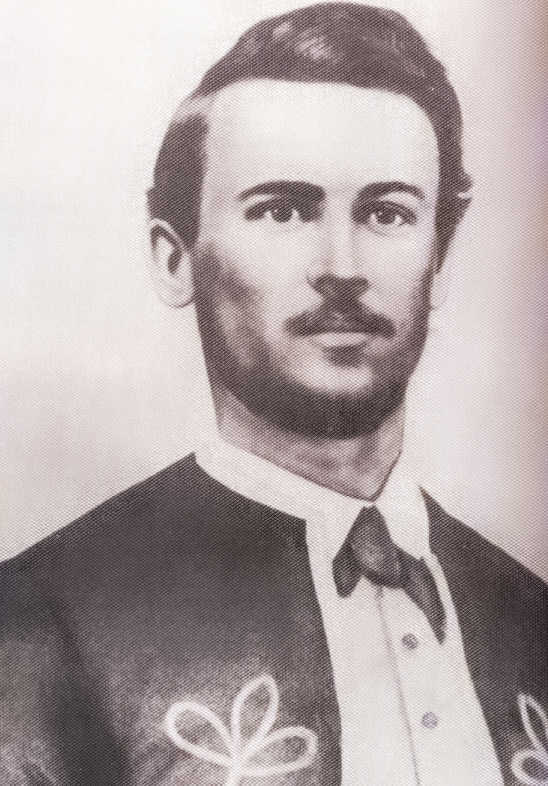
Рядовой Джон Уильямс

В официальном рапорте 10 августа Баррет сообщил, что его отряд потерял 115 человек: 1 убитым, 9 ранеными, 105 пленными. Южане потеряли ранеными пять или шесть человек, убитых не было. Существуют версии, что убитых северян было больше, около 30, многие утонули в Рио-Гранде или были убиты французами-пограничниками на мексиканской стороне. По мнению историка Джерри Томпсона, потери распределялись так:
- 62-й полк: 2 убитых, 4 раненых.
- 34-й индианский: 1 убит, 7 ранено, 22 попало в плен.
- 2-й техасский кавбатальон: 1 убит, 7 ранено, 22 попало в плен.

всего: 4 убито, 12 ранено, 101 попал в плен.
Как и первое сражение войны, это сражение завершилось победой южан, хотя и было бессмысленным ввиду уже состоявшейся общей капитуляции Конфедерации. Через две недели (26 мая) вооружённые силы Техаса официально капитулировали, вслед за ними 2 июня капитулировал Эдмунд Кирби Смит со своими отрядами. Многие офицеры армии Техаса, равно как и солдаты, ушли в Мексику и, возможно, влились в мексиканскую армию.
Рядовой Джон Уильямс из 34-го индианского полка был последним солдатом, погибшим в гражданской войне. В сражении участвовали белые, афроамериканцы, испанцы и индейцы. Участие мексиканцев в сражении до сих пор спорно.